# Rives, Isère
Rives är en kommun i departementet Isère i regionen Auvergne-Rhône-Alpes i sydöstra Frankrike. Kommunen ligger i kantonen Rives som tillhör arrondissementet Grenoble. År 2022 hade Rives 6 599 invånare.

## Befolkningsutveckling
Antalet invånare i kommunen Rives
Referens:INSEE